# Wuchuan (Hohhot)

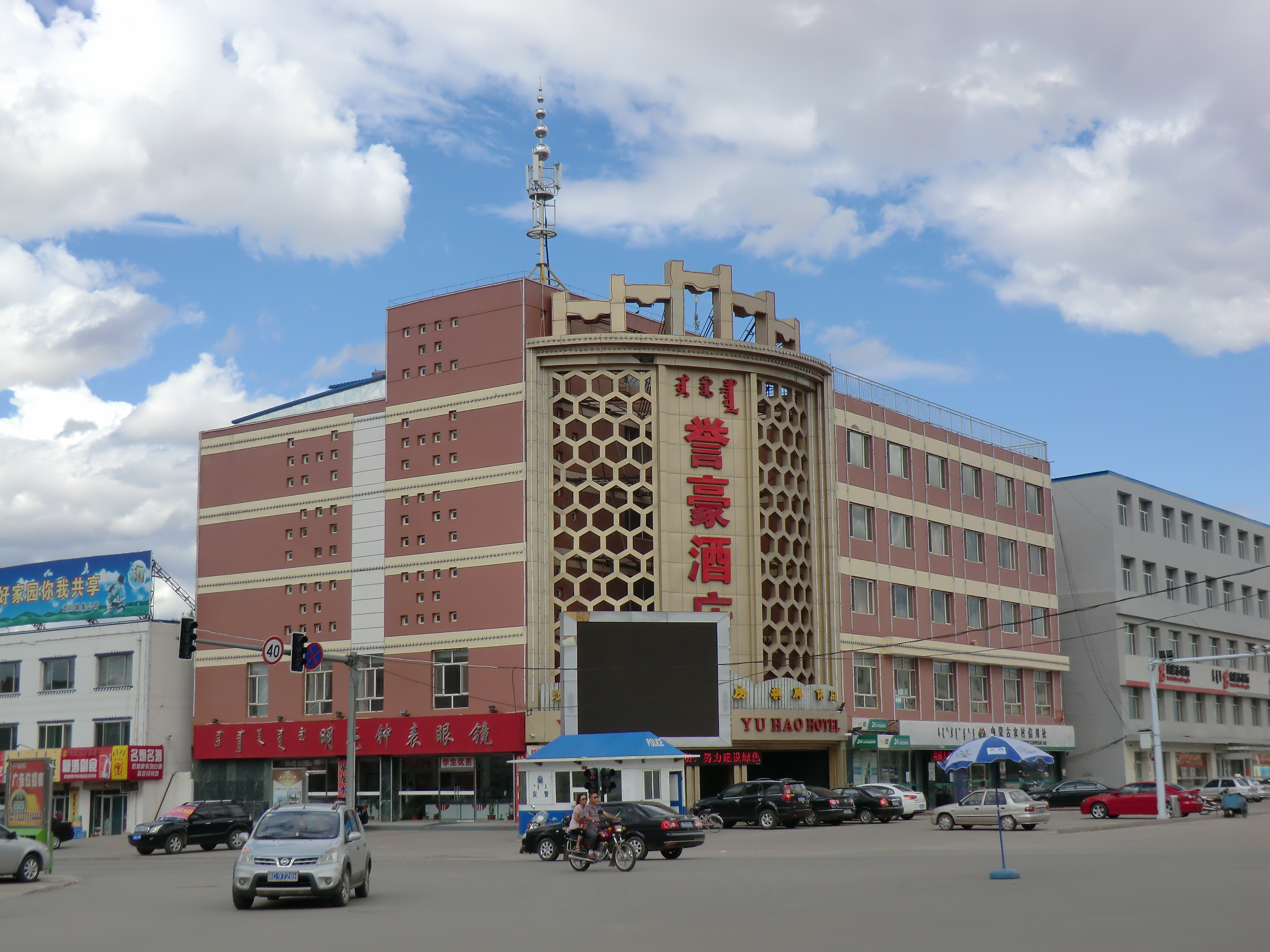
Innenstadt von Wuchuan

Der Kreis Wuchuan (chinesisch 武川县, Pinyin Wǔchuān Xiàn; mongolisch ᠦᠴᠤᠸᠠᠨ ᠰᠢᠶᠠᠨ Üčuvan siyan) gehört zum Verwaltungsgebiet der bezirksfreien Stadt Hohhot, der Hauptstadt des Autonomen Gebietes Innere Mongolei in der Volksrepublik China. Er hat eine Fläche von 4.885 km² und zählt rund 170.000 Einwohner (2006). Sein Hauptort ist die Großgemeinde Hoho Ereg (可可以力更镇).
Im Kreis Wuchuan liegt die Platin-Nickel-Kupfer-Lagerstätte Xiaonanshan, die auch die Typlokalität des seltenen Minerals Bleiamalgam ist.

## Administrative Gliederung
Auf Gemeindeebene setzt sich der Kreis aus drei Großgemeinden und fünf Gemeinden zusammen. 